# Bastar (Staat)
Bastar war ein Fürstenstaat in der britisch-indischen Provinz Central Provinces. Seine Hauptstadt war der Ort Jagdalpur. Das Land hatte 1941 634.000 Einwohner und eine Fläche von 35.490 km².

## Geschichte
Der Legende nach wurde Bastar 1324 von Raja Annam Dev, einem Bruder des Rajas von Warangal, unter dem Schutz der Stammesgöttin Danteshwari, die beim jährlichen Dussehra-Fest geehrt wird, gegründet. Die Dynastie regierte insgesamt 20 Generationen lang.
Zunächst gelangte man unter den Einfluss der Marathen, dann unter den der Briten. 1870 wurde der Raja Rudra Pratap Deo gezwungen einen Schutzvertrag zu unterzeichnen, der die wesentliche Kontrolle, z. B. über die Bewirtschaftung der Wälder, dem Political Agent der Chhattisgarh Division der Central Provinces überließ. Die Briten waren jedoch schon 1848 der Ansicht gewesen, dass der Staat zu arm sei, um ihn sich selbst einzuverleiben. Seit 1888 während der Minderjährigkeit des Rajas stand der Staat zum ersten Mal unter dem Court of Wards de facto unter direkter britischer Herrschaft.
Zur Kolonialzeit kam es zu einer Reihe von regionalen Rebellionen, von denen die Halba-Rebellion (1774–79), der Tarapur-Aufstand (1842–54), die Meria-Rebellion (1842–63), die Koi-Revolte (1859) und der Muria-Aufstand (1876) von Bedeutung waren. Seit 1893 versuchte die American Methodist Mission die Einwohner zu bekehren. Der als Bhumkal bezeichnete Aufstand von Februar bis Mitte Mai 1910 wurde hauptsächlich von Angehörigen der indigenen Stämme (tribals) getragen. Es war der größte in der Geschichte des kleinen Landes. Ab etwa 1927 planten die Administratoren, die von den Tribals bewohnten Gebiete in Reservate zu verwandeln, um deren ursprüngliche Lebensart zu erhalten. Diese Politik wurde besonders vom Anthropologen Verrier Elwin, zugleich Beamter, vertreten.
Seit etwa 1925 warben Agenten Arbeiter für die Teegärten von Assam an. Die Zerstörung der Wälder, besonders durch Teakeinschlag für Bahnschwellen, nahm kontinuierlich zu. Die Zahl der Rekruten stieg bis zum Jahr 1946/47 auf 1300 an. Ab 1942 bestand ein Rekrutierungsbüro der Armee. All dies beschleunigte den Zerfall des traditionellen Sozialgefüges. 1941 konnten 0,1 % der Bevölkerung lesen und schreiben.
Pravir Chandra Bhanj Deo, der letzte Herrscher wurde kurz vor der Unabhängigkeit Indiens im Juli 1947 volljährig und bestieg den seit dem Tod seiner Mutter 1936 verwaisten Thron. Bereits im folgenden Jahr dankte er ab. Das Land wurde mit dem im Norden gelegenen Staat Kanker zum Distrikt Bastar vereinigt, der dann in den Staat Madhya Pradesh eingegliedert wurde.

### Staat und Finanzen
Traditionell finanzierte sich der Staat – hierbei ist der „Staat“ gleichzusetzen mit dem Raja und seinen Bedürfnissen – wie im Mogulreich üblich: Steuererhebung erfolgte, wenn auch mit lokalen Besonderheiten auf Basis der administrativen Gliederung, durch Beamte oder Steuerpächter. Grund und Boden konnte nicht verkauft werden, es ging nur im Erbfall über. Zwangsräumung war nur bei Steuerschulden möglich. Oft flohen ganze Dörfer vor übermäßigen Steuerforderungen, die Steuerpächter gaben dann ihre Rechte an den Raja zurück, da sie das abgemachte Fixum nicht aufbringen konnten.
Khalsa genannte Bezirke unterstanden dem Raja direkt, große Teile des Landes waren an Zamindare verpachtet, die in ihren Gebieten als eigene kleine Herrscher auftraten. Dörfer der Tribals zahlten in der Regel kollektiv einen fixen Tribut. Verwaltet wurden die Khalsas vom Diwan, der für einen oder mehrere Unterbezirke einen Manager ernannte. Die Negi unter ihm verwalteten und sprachen Recht über mehrere Dörfer, teilweise wurden sie von Hikmi unterstützt. In einigen Gebieten gab es einen eigenen Finanzbeamten, den Adkhari, der die Steuern von den Dorfvorstehern oder Häuptlingen einsammelte. Bezahlt wurden die Staatsdiener teils in Naturalien, teils in Kauri. Die Naturalsteuern wurden in staatlichen Lagerhäusern untergebracht. Für die Mengen, die die Beamten und der Haushalt des Rajas nicht verbrauchte, stellte der Fürst Gutscheine als Bezahlung für Dienstleistungen aus. Oft waren die Staatseinnahmen aus Geldstrafen höher als die aus der Khalsa-Landsteuer. Mit dem Kommen der Briten, stieg die Belastung des Staates. In der ersten Hälfte des 19. Jhdts. stieg die Steuerlast um bis ½. Bemessungsgrundlage war „ein Pflug,“ eine Fläche, die mit zwei Zugtieren umgepflügt werden konnte, mithin 10–12 Acres. Handwerker zahlten eine Kopfsteuer, die z. B. bei Webern mit einem Jahreseinkommen von 50 Rs., etwa 3 Rs. ausmachte. Der Raja sollte auch 4 Anna pro geschlagenem Baum erhalten. Die detaillierten Pflichten wurden für jedes Dorf im Steuerregister festgehalten. Genaue Katasterdaten fehlten bis in die nach-koloniale Zeit.
Der 1867 ins Amt gelangte Diwan Gopinath Kapardas führte in den Khalsa, hauptsächlich im östlichen Landesteil, erstmals ein Pachtsystem, ähnlich dem permanent settlement ein, bei dem die Malguzar Steuern erhoben, jedoch keinen Prozentsatz, sondern einen fixen Satz an den Diwan abführten. Dies führte zu willkürlicher, oft gewaltsamer, überhöhter Eintreibung und war ein wesentlicher Grund für den Muria-Aufstand 1876. Die Steuer pro Pflug wurde 1867 auf 2 Rs. 4 A. Bargeld, dazu etwa 80 kg ungedroschenen Reis, 10 kg Hülsenfrüchte und etwa 4 lb. Öl festgesetzt. Fünf Jahre später wurde die Steuer auf 3 Rs. und 120 kg Reis, zusätzlich zu Hülsenfrüchten und Öl erhöht. Weiterhin waren die Bauern verpflichtet, den Malguzar drei Tage im Jahr Frondienste zu leisten. Das Recht zur Anforderung wurde oft missbraucht und Bauern waren 10 Tage und mehr im Dienst. Später wurden sie auch noch zum Straßenbau eingesetzt, teilweise bis zu 2 Monate am Stück. Die Frondienste wurden erst 1929 abgeschafft, obwohl dies eines der Hauptanliegen beim Bhumkal 1910 waren. Als Ersatz wurden Sonderabgaben für Schulen, Straßenbau usw. erhoben. Ab 1932 war dann für alle erwachsenen Männer eine Kopfsteuer zwischen 1 und 4 Anna fällig.
Die Vorliebe des Rajas Bhairam Deo für Rassehunde und Pferde führte dazu, dass er oft ganze Dörfer zur Bezahlung seiner Schulden den Händlern zur Ausbeutung überließ. Ab 1898 waren alle Steuern in bar fällig. Die damit verbundene Abschaffung regierungseigener Lagerhäuser verschlimmerte die Hungersnot in Jahren der Dürre. 1898 wurde indienweit vom Forest Department eine Abgabe auf Waldprodukte zum privaten Nutzen eingeführt, die 2 Anna pro Kopf für Bauern, das Doppelte für städtische Handwerker, betrug. Pro „Pflug“ kamen dazu noch vier Anna für Weidenutzung. Nicht-indigene Einwohner wurden zusätzlich mit 3 Annas Brennholzsteuer belastet. Im Jahr 1906 bezahlten die ca. 246.000 Einwohner 130.000 Rs. Steuern und an das Forest Department 64.000 Rs. Abgaben.

### Justiz
Bis 1856 lag die Rechtsprechung vollkommen in der Hand des Rajas. Nach der Intervention waren die schwersten Fälle dem britischen Deputy Commissioner in Raipur vorzulegen. Berufungen mussten über den Polizeichef in Jagdalpur eingereicht werden.
1873 gab es im Lande neun Richter, die Fälle bis 50 Rs. entscheiden konnten. In den Dörfern der Tribals wurde meist von den Panchayats geurteilt. Schwerwiegenderes wurde in absolutistischer Manier vom Raja, seinem Bruder oder dem Diwan entschieden. Der Raja Bhairam Deo beschränkte seine Staatsgeschäfte auf 2–3 Stunden des Abends in entspannter Atmosphäre. Gegenüber den Briten erklärte man, es werde streng nach dem Strafgesetzbuch und der Strafprozessordnung verfahren, obwohl diese erst 1893 im Lande Gesetz wurden. Ab etwa 1880 begann der Raja Gerichtsurteile am Ghat während seines abendlichen Bades zu fällen, oft ohne die beschuldigte Partei überhaupt zu hören. Berichte der Kolonialherren dieser Zeit bezeichneten die Rechtsprechung als „einen Witz“. Als während der Minderjährigkeit von Rudra Pratap Deo der Staat unter dem Court of Wards direkt verwaltet wurde, kam es zum Aufbau einer „modernen“ Polizei nach dem Muster von anderen Teilen des Landes, was aber immer noch genug Möglichkeiten zur Korruption offenließ. So verlangten Polizisten für abgeschlossene Ermittlungen 1/20 der Ernte als Gebühr.
Nach der Schaffung der reserved forests durch den Forest Act 1878 kamen zahlreiche Straftatbestände hinsichtlich Waldnutzung, die zur traditionellen Lebensweise gehörte, hinzu. Diese wurden britischerseits rigoros verfolgt. Der Anthropologe Verrier Elwin konnte noch 1944 feststellen, dass „jeder Tribal mindestens ein Mal täglich irgendein Verbot bezüglich der Waldnutzung übertritt.“
Die Kompetenz der Panchayats wurde in den 1920ern experimentell erweitert. Sie durften nun über Kastenvorschriften, Ehestreitigkeiten und 17 verschiedene kleinere Verbrechen verhandeln und Strafen bis 25 Rs. aussprechen. Berufungen gingen an Panchayats auf Pargana-Ebene. Die örtliche Polizei hatte ein Einspruchsrecht und konnte verlangen, dass bestimmte Verfahren vor regulären Gerichten nochmal zu verhandeln waren. Gesetzlich festgeschrieben wurde dieses Verfahren 1932.

## Herrscher von Bastar
1. Annam Dev
2. Hamir Dev (1369–1410)
3. Bhaitai Dev (1410–1468)
4. Purushottam Dev (1468–1534)
???
5. Pratap Raj Dev (1602–1625), heiratete und hatte Kinder, eine Seitenlinie starb in der 3. Generation aus
6. Digpal Deo (1680–1709)
7. Rajpal Deo (1709–1721), Nachfahre eines der jüngeren Brüder von Pratap Raj Dev, heiratete
  1. eine Prinzessin von Baghela, Sohn Dakhin Singh;
  2. eine Prinzessin aus dem Klan der Chandella, Söhne: Dalpat Deo und Pratap Singh.
8. Mama (1721–1731)
9. Rajkumar Pratap Singh (1731–1774), hatte sieben Frauen. Mit seiner ersten, einer Tochter des Raja von Kanker,  Goor Sai Deo den Sohn Rajkumar Ajmer Singh, der kurzzeitig als Usurpator herrschte.
10. Daryao Deo (reg. ab 1777), Sohn der zweiten Frau von Rajkumar Pratap Singh († ca. 1819)
11. Mahipal Deo (reg. ab 1819)
12. Bhopal Deo (reg. 1830–1853)
13. Bhairam Deo, reg. 27. Aug. 1853–1891, * 21. Mai 1839[8] Unterzeichnete 1870 unter Druck einen Protektoratsvertrag mit den Briten.
14. Rudra Pratap Deo (1885–1921); reg. ab Januar 1908;[9] verheiratet[10] mit:
  1. Chandrakumari Devi († 18. August 1911), Tochter des Fateh Singh, Feudalherr von Puwayan (Punvaya). Ein Sohn starb 10 Monate alt. Tochter: Prafulla Kukumari Devi;
  2. Kasumlata Devi, Tochter von Sir Sudhal Deo, C.I.E., Raja von Bamra (Central Provinces); ⚭ 19. Februar 1912; † 13. Oktober 1926 in Nainital.
15. Prafulla Kukumari Devi († 28. Februar 1936 in London; regierte ab 1924). Die letzte Erbin der Chalkuya-Dynastie in direkter Linie wurde 16-jährig auf Veranlassung des britischen Administratoren Lee (C.P.) und Tucker (Bastar) mit dem syphillitischen und politisch unakzeptablen Prafulla Kumar von Mayurbhanj; zeitweise Abgeordneter der Lok Sabha; († 5. März 1959) im Januar 1925 zwangsverheiratet. Seine Familie war seit der Einheirat einer Tochter von Keshabchandra Sen für orthodoxe Hindus inakzeptabel. Trotzdem hatte das Paar zwei Töchter und zwei Söhne:
  1. Kamla Devi (* 2. Februar 1928; † 1. Januar 1954)
  2. Pravir Chandra Bhanj Deo
  3. Geeta Kumari Devi (* 29. Oktober 1930; † 17. Dezember 2002); heiratete Kadamba Keshri Chandra Deo von Bonai.
  4. Vijay Chandra Bhanj Deo
16. Pravir Chandra Bhanj Deo (reg. 1947; * 25. Juni 1929, † 25. März 1966 in Jagdalpur, auf den Stufen seines Palastes von der Polizei erschossen). Im Juli 1961 heiratete er Shubraj Kumari (= Vedwati), Tochter des Rao Sahib Udaya Singh von Patan, der er sich schnell entfremdete.

Mit dem „freiwilligen“ Beitritt des Ländchens zur indischen Union zum 1. Januar 1948 endete die Herrschaft der Dynastie, die jedoch weiterbesteht. Unter der Führung von:
1. Vijay Chandra Bhanj Deo (* 4. März 1934, † 12. April 1970). Verheiratet mit Maharani Hitendra Kumari, Tochter des Thakur Surendrasinhji Karansinhji von Sayla. Kinder:
  1. Bharat Chandra Bhanj Deo
  2. Juhika Devi Bhanj Deo (†); Kinder:
    1. Mohit Chandra Bhanj Deo,
    2. Juhika Devi Bhanj Deo

  3. Harihar Chandra Bhanj Deo; Kind: Suryaveer Chandra Bhanj Deo
  4. Rani Saheba Puspa Devi; Heiratete Rajendra Chandra Deb Birabara Harichandan Mahapatra, 25. Raja Sahib von Talcher. 2 Söhne
2. Bharat Chandra Bhanj Deo (* 1954; † 1996). Kinder:
  1.     1. Kamal Chandra Bhanj Deo,
    2. Gayatri Devi Bhanj Deo
3. Kamal Chandra Bhanj Deo (* 1984)